# Астапчик, Станислав Александрович
Станислав Александрович Астапчик (бел. Станіслаў Аляксандравіч Астапчык; 7 сентября 1935 — 1 декабря 2015) — советский и белорусский учёный в области материаловедения в машиностроении, академик АН Белорусской ССР (1986), лауреат Государственной премии СССР (1986), Заслуженный деятель науки Республики Беларусь (2001).

## Биография
Родился в г. Марьина Горка Пуховичского района Минской области. Сын военнослужащего. Окончил Белорусский государственный университет (1960).
С 1960 г. работал в Физико-техническом институте Национальной академии наук Белоруссии: старший инженер, младший научный сотрудник, с 1966 старший научный сотрудник лаборатории термокинетики структурных превращений, с 1979 г. зав. лабораторией металловедения, в 1982—1983 зам. директора по научной работе, в 1983—2002 директор института, с 2002 г. заведующий отделом.
Также в 1987—1997 академик-секретарь Отделения физико-технических проблем машиностроения и энергетики Национальной академии наук Беларуси.
Кандидат технических наук (1966), доктор технических наук (1980), профессор (1984), академик НАН Белорусской ССР (1986, член-корреспондент 1984).
В 1987—1997 главный редактор журнала «Весцi НАН Беларусi. Серыя фізiка-тэхнічных навук». С 1998 г. главный редактор межотраслевого научно-технического и производственно-экономического журнала «Инженер-механик».
Умер 1 декабря 2015 года, похоронен на Восточном кладбище Минска.

## Сочинения
Автор научных работ по теории и практике скоростной термической обработки конструкционных сталей и сплавов, технологиях получения и обработки композиционных материалов, лазерным тэрмавмацаванни материалов, лазерной модификации поверхности, взаимодействия излучения с веществом, лазерным синтезе.
На протяжении ряда лет принимал участие в исследованиях по термокинетике структурных и фазовых превращений в металлах и сплавах в условиях высоких и сверхвысоких скоростей нагрева. Работал над определением причин высокой скорости обращения и рекристаллизации при быстром нагреве. Разрабатывал вместе с другими учеными института основы тэрмакинэтыки рекристаллизации, которые стали базой для широкого внедрения отжига металлов со сверхвысоким скоростями.
Некоторые публикации:
- Термокинетика рекристаллизации / М. Н. Бодяко, С. А. Астапчик, Г. Б. Ярошевич. — Минск: Наука и техника, 1968. — 252 с.
- Мартенситно-стареющие стали. Наука и техника, 1976 (совм. с М. Н. Бодяко, Г. Б. Ярошевичем).
- Электротермообработка сплавов с особыми свойствами. Наука и техника, 1977 (совм. с М. Н. Бодяко).
- Стохастическая модель безгазового горения гетерогенной системы // Доклады АН СССР. 1991. Т.318, № 3.
- Высокоэнергетические методы обработки материалов (лазер, электроэрозия, магнитное поле, водяная струя высокого давления, электротермия) // Весцi НАН Беларусi. Серыя фізiка-тэхнічных навук. 2002. № 1.
- Лазерные технологии в машиностроении и металлообработке. Белорусская наука, 2008 (совм. с В. С. Голубевым, А. Г. Маслаковым).

## Награды
- Государственная премия СССР 1986 г. за создание научных основ, разработку и промышленное внедрение технологических процессов термического упрочнения сталей и сплавов.
- Премия академий наук Украины, Беларуси и Молдовы 2001 г. за работу «Изучение механизма и кинетики фазовых и структурных превращений в неравновесных условиях и разработка перспективных технологий упрочнения сталей и сплавов».
- Награждён орденами Октябрьской Революции (1986), «Знак Почёта» (1976), медалями «За доблестный труд», «Ветеран труда».
- Награждён белорусским Орденом Почёта (2011)[1].
- Заслуженный деятель науки Республики Беларусь (2001).